# Dominion (Sisters of Mercy)
Dominion is een single van de Engelse gothic rockband Sisters of Mercy, uitgebracht in februari 1988. De single, geschreven door zanger Andrew Eldritch, is afkomstig van het derde studioalbum Floodland en bevat een coda genaamd "Mother Russia".

## Inhoud
Muzikaal journalist Dave Thompson van AllMusic beschrijft het nummer als "een opus van zeven minuten opgebouwd rond beukende drums, operakoren, luide en krachtige ('stentoriaanse') zang en een ritme dat een marathon zou kunnen lopen".
Zanger Eldritch, een Brit, zei zelf over het nummer: "Het is een verborgen anti-Amerikaanse tirade, op smaak gebracht door de kernramp van Tsjernobyl. Nog Eldritch: "I painted the portrait of America, huddled in their mobile homes while Mother Russia rained down on them. They deserve it. (Ik schetste een portret van Amerikanen, ineengedoken in hun caravans terwijl 'Moeder Rusland' op ze neer regende. Ze verdienen het.'"
Kenmerkend aan het nummer is Eldritch' stemverheffing bij: Some day, some day, some day, Dominion; en bij: In the land of the blind. Be...King, king, king, king. Dominion wordt na vier minuten afgesloten met een ongeveer anderhalve minuut durend slotakkoord (coda) "Mother Russia raining down".

## Trivia
Dominion staat op de soundtrack van het computerspel Grand Theft Auto IV uit 2008. Het nummer komt voor in het in-game radiostation Liberty Rock Radio.